# 喜多実
喜多 実（きた みのる、旧字体：實、1900年（明治33年）2月23日 - 1986年（昭和61年）10月2日）は、シテ方喜多流能楽師で、喜多流十五世宗家。日本芸術院会員。

## 経歴
後藤慎平の三男として滋賀に生れる。1905年（明治38年）に喜多流十四世宗家である喜多六平太の養子となる。1939年（昭和14年）より土岐善麿とともに新作能の活動を行う。イタリア、フランスなどで公演を行う。1971年（昭和46年）喜多六平太死去を受けて喜多流15世家元となる。1974年（昭和49年）日本能楽会会長。1975年（昭和50年）日本芸術院賞受賞、同年に日本芸術院会員。1976年（昭和51年）勲三等瑞宝章受章。
実兄に俳人の後藤夜半とシテ方喜多流能楽師で人間国宝の後藤得三が、子に喜多流十六世宗家喜多六平太と喜多節世、女優の喜多道枝がいる。

## 作品

### 著書
- 『演能手記』謡曲界発行所、1939年。doi:10.11501/1244907。
- 『演能前後』光風社書店、1969年。doi:10.11501/12435445。
- 『演能初心』竹頭社、1984年6月30日。ASIN B0DKCVSWLK。

### 録音
- 『喜多流祝言小謡集』日本コロムビア、1995年、コンパクト・ディスク、COCF-12920[3]。

### 録画
- 『「通小町」「鶴」』NHKエンタープライズ〈能楽名演集〉、2007年08月24日、DVD-Video、NSDS-11015[4][5]。

## 脚註